# Національна дорога 2 (Польща)
Національна дорога 2 (пол. Droga krajowa nr 2, скорочено DK2) — національна дорога класу A, S і GP яка є польською частиною міжнародного сполучного маршруту E30 від Корка (Ірландія) до Омська (Росія). Проходить через п'ять воєводств: Любуське, Великопольське, Лодзінське, Мазовецьке та Люблінське. Це паралельна дорога.

## Допустиме навантаження на вісь
1 травня 2004 року, в день вступу Польщі до Європейського Союзу, набула чинності постанова Міністерства інфраструктури, згідно з якою дозволено рух транспортних засобів з навантаженням на одну вісь до 11,5 тонн - спочатку по вул. ділянка Познань (розв'язка Коморники) - Конін (розв'язка Модла). 15 листопада 2005 року на всю протяжність дороги № 2 було поширено підвищену пропускну спроможність, яка діє й сьогодні.

## Дивись також
- Автострада А2
- Швидкісна дорога S2
- Європейська траса E30